# Прапор Березнегуватського району
Пра́пор Березнегува́тського райо́ну — офіційний символ Березнегуватського району Миколаївської області, затверджений 22 березня 2012 року рішенням № 8 сесії Березнегуватської районної ради.
Автор проєкту прапора — А. Ґречило.

## Опис
Прапор являє собою прямокутне полотнище зі співвідношенням ширини до довжини 2:3, що складається з трьох горизонтальних смуг — синьої, жовтої та зеленої у співвідношенні 3:4:3. В центрі полотнища розміщено малий герб району так, щоб синє поле в щиті збігалося з жовтою смугою прапора.
Сам герб — це синій іспанський щит, у центрі якого, над вигнутою золотою базою, розташовано золотий пшеничний сніп, праворуч і ліворуч якого розміщено дві срібні восьмипроменеві зірки. У вузькій золотій главі знаходяться три зелені, скошені ліворуч, листки бересту.
Зворотна сторона прапора має дзеркальне відображення.

## Символіка
- Синій колір означає небо.
- Жовтий символізує широкі степи.
- Зелений — це ознака берестяних гаїв, що росли по балках вздовж річки Висунь та дали назву райцентру.

## Інші версії

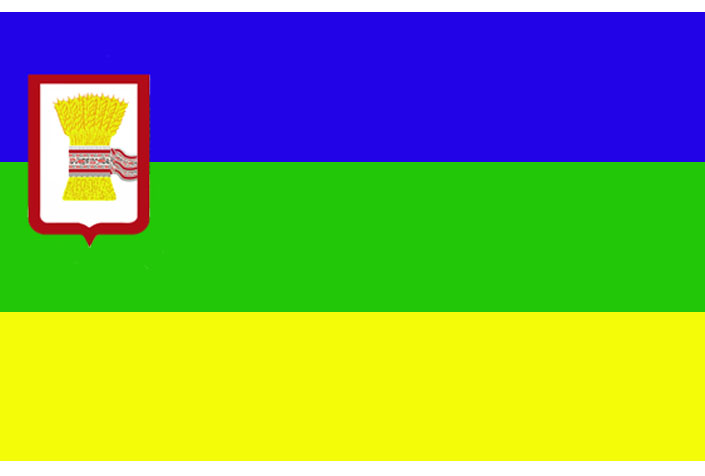
Версія прапору з сайту Березнегуватського району

Джерело наводить інший варіант прапора, з таким порядком кольорів: синім, зеленим та жовтим і розміщенням золотого снопа в білому щитку з червоною облямівкою, розташованому в лівому верхньому куті.